# Ублянка
У́бля (Ублянка) — річка у Словаччині (в межах Снинського округу Пряшівського краю) та в Україні (в межах Великоберезнянського району Закарпатської області). Права притока Ужа (басейн Тиси).

## Опис
Довжина 25 км (на території України — бл. 4 км), площа водозбірного басейну 221 км². Похил річки 21 м/км. Річка типово гірська. Долина заліснена переважно у верхній течії, глибока і вузька. Заплава здебільшого одностороння або відсутня. Річище слабозвивисте.

## Розташування
Убля бере початок на території Словаччини, на північ від села Кальна Розтока. Утворюється злиттям декількох гірських потічків. Тече спершу на південь, далі — на південний схід. Перетинає словацько-український кордон на північний захід від села Малий Березний. Впадає до Ужа на південний схід від Малого Березного.
Притоки: Таповець, Савков потік, Дубравка (праві, в межах Словаччнини), Петричели (права, в межах України).
Над річкою розташовані словацькі села: Кальна Розтока, Кленова, Убля і (у пригирловій частині) українське село Малий Березний.
- У верхній течії річка носить назву потік Ровин або Ровенський.